# Roussillon (Vaucluse)
Roussillon is een gemeente in het Franse departement Vaucluse (regio Provence-Alpes-Côte d'Azur). De plaats maakt deel uit van het arrondissement Apt en is lid van Les Plus Beaux Villages de France. Roussillon ligt in het regionaal natuurpark van de Luberon. In een dergelijk gebied mogen alleen duurzame nieuwe ontwikkelingen plaatsvinden. Roussillon telde op 1 januari 2022 1.318 inwoners.
Kenmerkend is de aanwezigheid van grote hoeveelheden oker in de bodem, die het gehele dorp een geel/oranje/rode kleur geeft. De voormalige okergroeve is te bezoeken en staat in Frankrijk bekend als de "Le Sentier des Ocres".

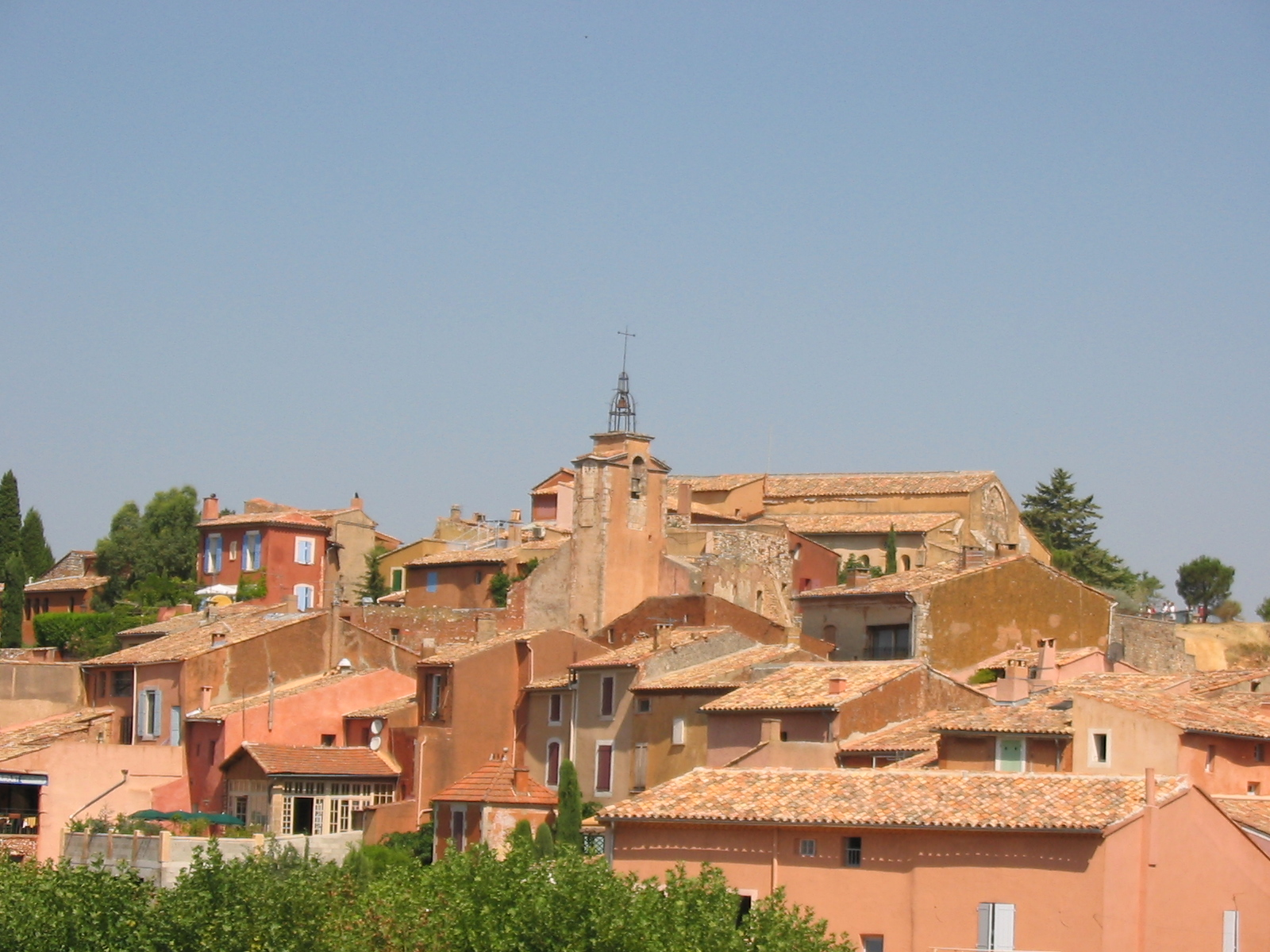
Zicht op het dorp Roussillon
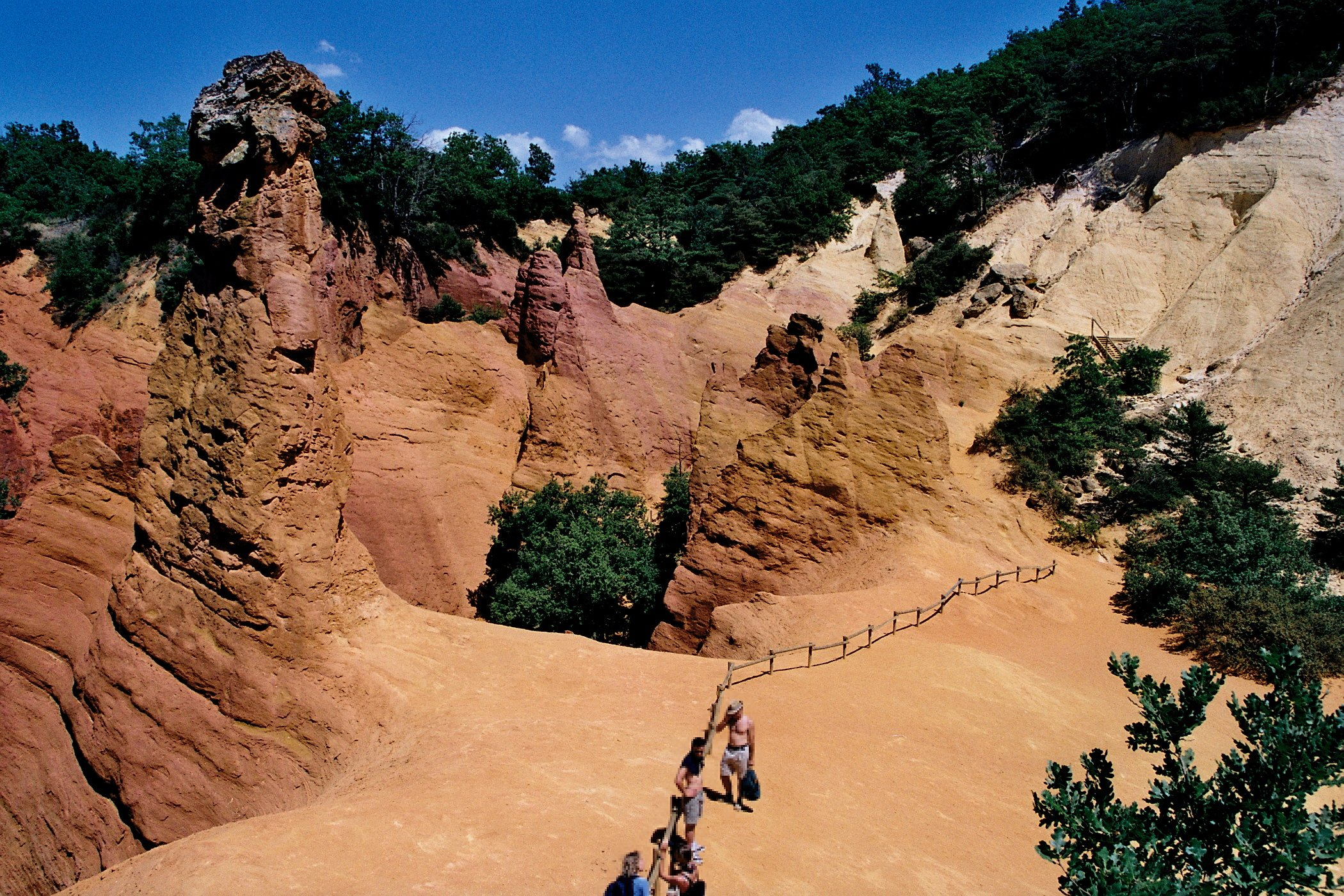
Le Sentiers des Ocres
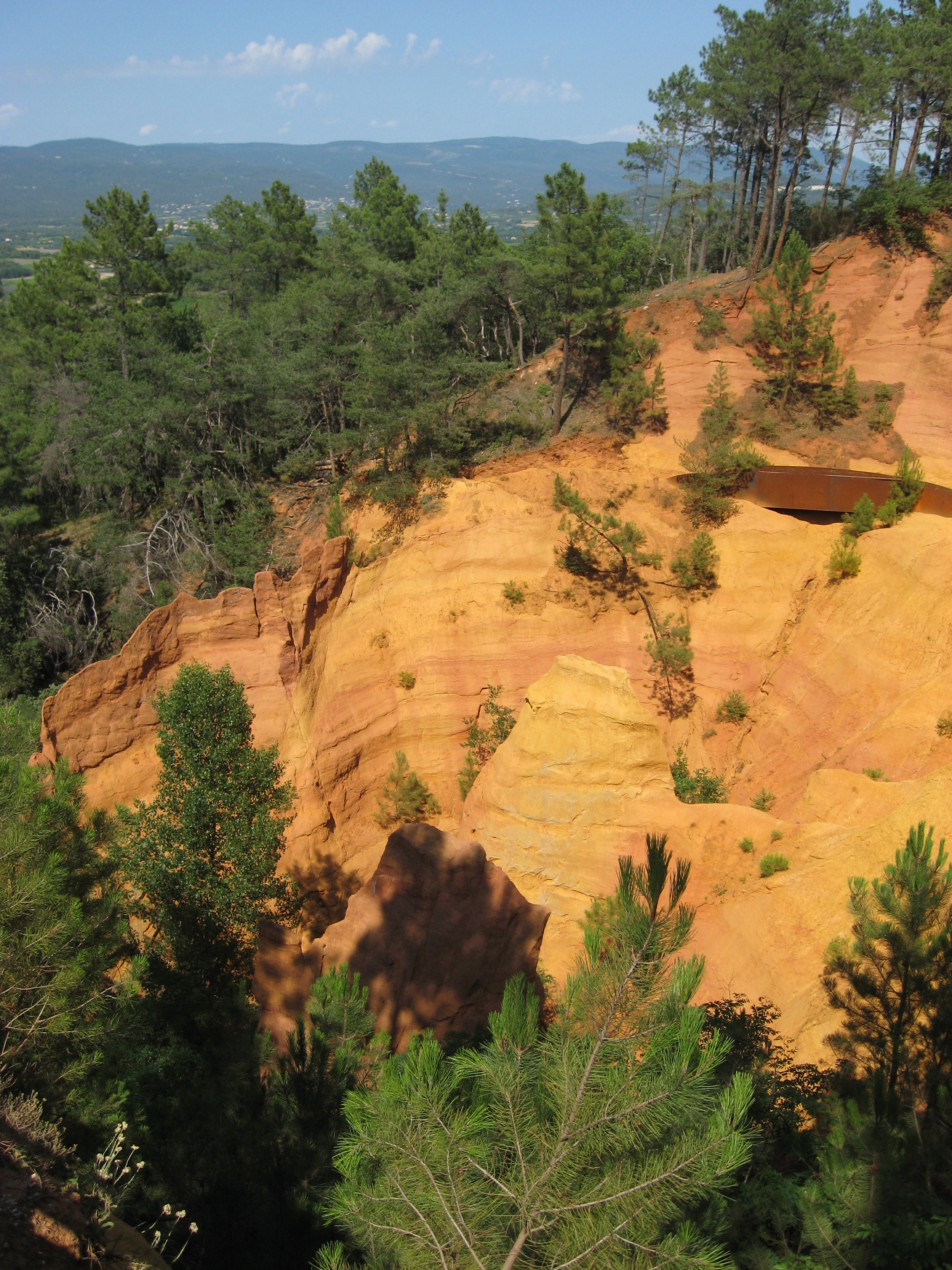
Okergroeve

## Geografische ligging
Het dorp ligt in de noordelijke vallei van de bergketen de Luberon. De oppervlakte van Roussillon bedraagt 29,77 vierkante kilometer; de bevolkingsdichtheid is 43 inwoners per km² (per 1 januari 2019). Het dichtstbijzijnde spoorwegstation is in Cavaillon; het dichtstbijzijnde TGV-station is in Avignon.
De onderstaande kaart toont de ligging van Roussillon met de belangrijkste infrastructuur en aangrenzende gemeenten.

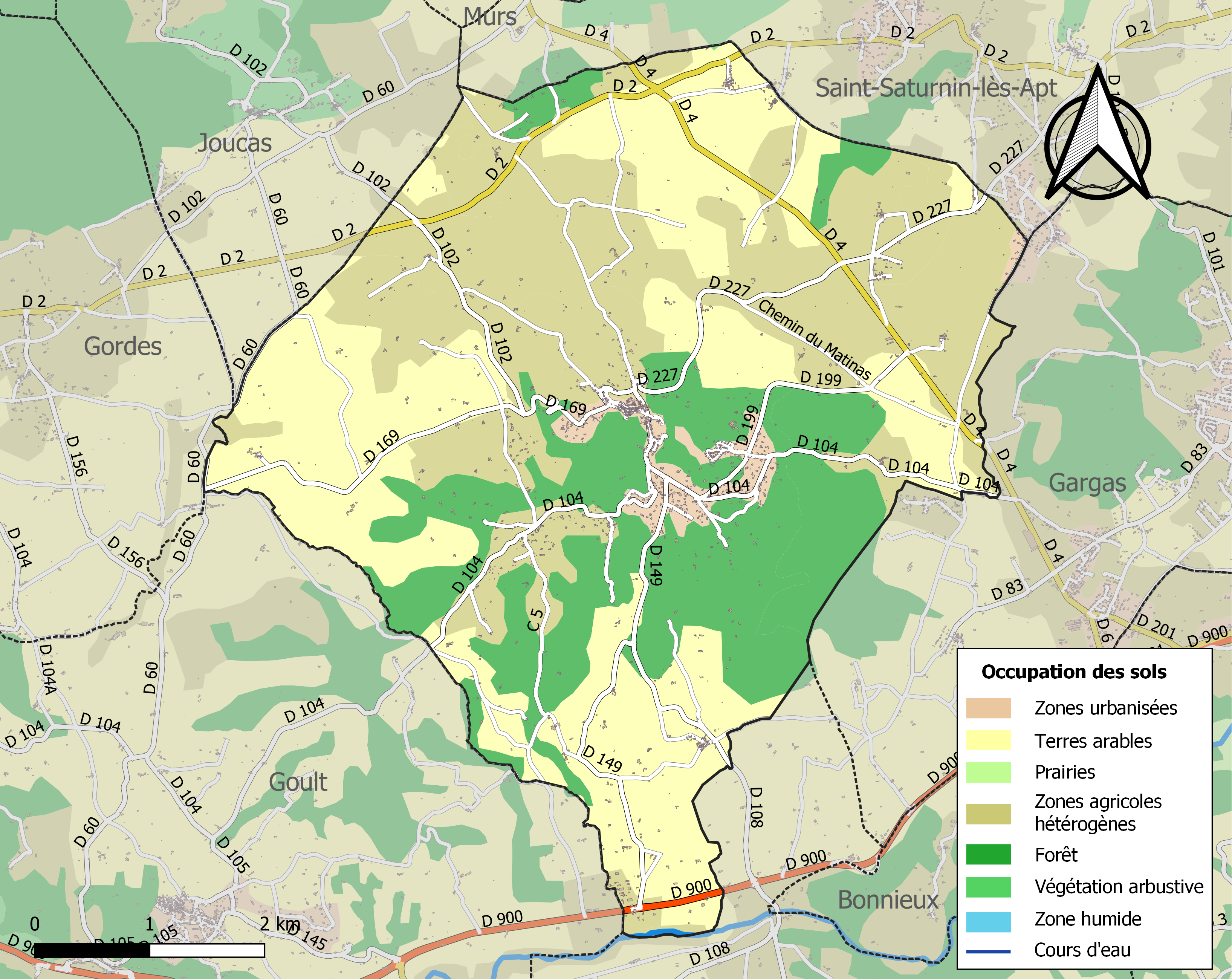

## Geologie
Roussillon is beroemd vanwege haar rijkdom aan okers, gele en rode verfstoffen die worden gewonnen uit ijzerhoudende klei. De grote okergroeves van Roussillon werden geëxploiteerd sinds het einde van de 18e eeuw. Tot aan 1930 vonden hier duizenden mensen werk. Vandaag de dag is het verboden om er oker te delven. Dit verbod is ingesteld om te voorkomen dat de gehele plek zou worden afgegraven en dus zou verdwijnen.

## Okerwinning
Doordat in de 18e eeuw de vraag toenam naar verfstoffen voor textiel, steeg in Roussillon de exploitatie van oker. Talrijke groeven en okerfabrieken, waarvan er vandaag nog enkele zichtbaar zijn, lagen rond het dorp. Een voorbeeld van zo'n bedrijf is de voormalige okerfabriek Mathieu, die nu is ingericht als 'Conservatoire': een werkplaats met een museale functie. De groeven en fabrieken lagen verspreid over verschillende gemeenten. Behalve in Roussillon, waren deze ook te vinden in Villars, Gargas, Rustrel (met zijn Colorado provençal) en Gignac.

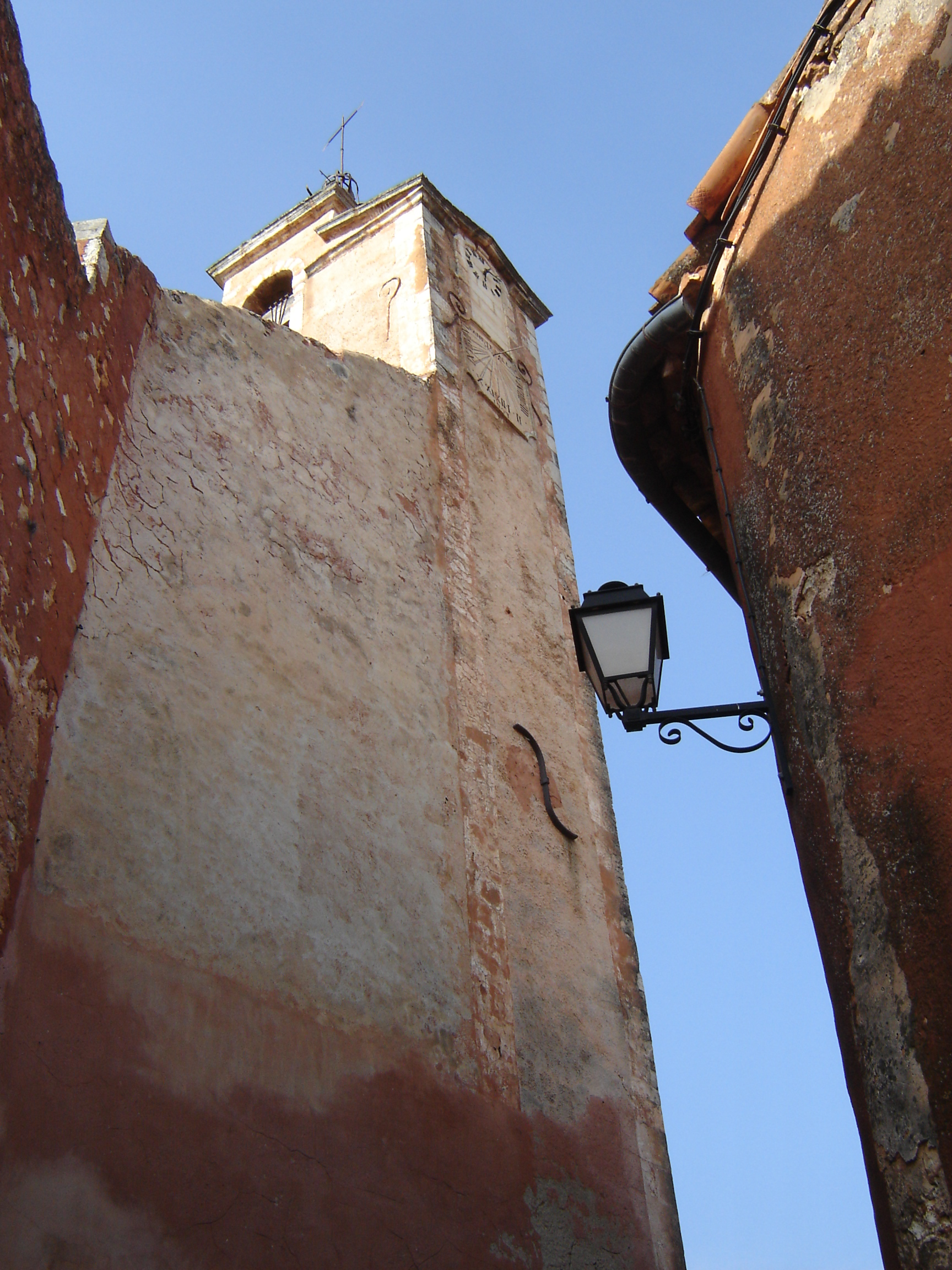
Een straatje in het dorp Roussillon, (foto: Adelei vd Velden)

In de 20e eeuw was men door modernere delftechnieken in staat andere, meer rendabele mijnen te exploiteren. Dit zorgde ervoor dat alle mijnen in het gebied rond Roussillon langzamerhand werden gesloten. Vanaf het begin van de jaren tachtig heeft het toerisme de mijnindustrie vervangen.

## Literaire vermelding
De schrijver Samuel Beckett hield zich in Roussillon schuil voor de Duitsers in de jaren 1942-1945. Hij noemde het dorpje in zijn beroemde toneelstuk Wachten op Godot (En attendant Godot) uit 1955.
Het dorp figureert als decor in de film Heureux qui comme Ulysse van Henri Colpi uit 1970 met Fernandel in de hoofdrol; George Brassens schreef voor de film een gelijknamig chanson.

## Demografie
Onderstaande figuur toont het verloop van het inwonertal (bron: INSEE-tellingen).